# Episodi di Gli eroi di Hogan (quarta stagione)
La quarta stagione della serie televisiva Gli eroi di Hogan è stata trasmessa in anteprima negli Stati Uniti d'America dalla CBS tra il 28 settembre 1968 e il 22 marzo 1969.
| nº | Titolo originale                                              | Titolo italiano | Prima TV USA      | Prima TV Italia |
| -- | ------------------------------------------------------------- | --------------- | ----------------- | --------------- |
| 1  | Clearance Sale at the Black Market                            |                 | 28 settembre 1968 |                 |
| 2  | Klink vs. the Gonculator                                      |                 | 5 ottobre 1968    |                 |
| 3  | How to Catch a Papa Bear                                      |                 | 12 ottobre 1968   |                 |
| 4  | Hogan's Trucking Service... We Deliver the Factory to You     |                 | 19 ottobre 1968   |                 |
| 5  | To the Gestapo with Love                                      |                 | 26 ottobre 1968   |                 |
| 6  | Man's Best Friend Is Not His Dog                              |                 | 2 novembre 1968   |                 |
| 7  | Never Play Cards with Strangers                               |                 | 9 novembre 1968   |                 |
| 8  | Color the Luftwaffe Red                                       |                 | 16 novembre 1968  |                 |
| 9  | Guess Who Came to Dinner?                                     |                 | 23 novembre 1968  |                 |
| 10 | No Names Please                                               |                 | 30 novembre 1968  |                 |
| 11 | Bad Day in Berlin                                             |                 | 7 dicembre 1968   |                 |
| 12 | Will the Blue Baron Strike Again?                             |                 | 14 dicembre 1968  |                 |
| 13 | Will the Real Colonel Klink Please Stand Up Against the Wall? |                 | 21 dicembre 1968  |                 |
| 14 | Man in a Box                                                  |                 | 28 dicembre 1968  |                 |
| 15 | The Missing Klink                                             |                 | 4 gennaio 1969    |                 |
| 16 | Who Stole My Copy of Mein Kampf?                              |                 | 11 gennaio 1969   |                 |
| 17 | Operation Hannibal                                            |                 | 18 gennaio 1969   |                 |
| 18 | My Favorite Prisoner                                          |                 | 25 gennaio 1969   |                 |
| 19 | Watch the Trains Go By                                        |                 | 1º febbraio 1969  |                 |
| 20 | Klink's Old Flame                                             |                 | 8 febbraio 1969   |                 |
| 21 | Up in Klink's Room                                            |                 | 15 febbraio 1969  |                 |
| 22 | The Purchasing Plan                                           |                 | 22 febbraio 1969  |                 |
| 23 | The Witness                                                   |                 | 1º marzo 1969     |                 |
| 24 | The Big Dish                                                  |                 | 8 marzo 1969      |                 |
| 25 | The Return of Major Bonacelli                                 |                 | 15 marzo 1969     |                 |
| 26 | Happy Birthday, Dear Hogan                                    |                 | 22 marzo 1969     |                 |